# よせい
よせい（2002年1月8日 - ）は、日本の女性歌手。Mzsrz#メンバー。
エイベックス・マネジメント所属。本名は余星（よせい）。身長は168cm、血液型はA型。

## 概要
日中バイリンガル。17歳（高校3年）の頃から独学でアコースティック・ギターを始める。
2019年3月に自身初となるストリートライブを三宮にて開催。2019年7月にYouTubeを開設。2019年10月に後に爆発的な人気となるTikTokの初投稿。
2020年2月にストリートライブを難波・三宮の2拠点で開催。
2020年3月 にTikTokの人気をきっかけにavexの方から声をかけられ、Rupo Time加入。2020年5月にTwitterを開設
2020年8月avex×テレビ東京による次世代オーディション　ヨルヤンに合格し、メジャーデビューすることが発表される。
2020年8月ヨルヤン合格により、Rupo Time卒業。
2020年10月オリジナル2ndsingle 「イロ鉛筆」をYouTubeにて公開[【オリジナルソング】イロ鉛筆/よせいYouTube · よせい2020/10/30 イロ鉛筆]。2020年11月関西学院大学文化祭「新月祭」に出演。
2020年11月にストリートライブを梅田にて開催。開催後に自身最後のストリートライブだったことが発表される。
2020年12月オリジナル1stsingle「だから」サブスク解禁。LINE MUSIC リアルタイムランキングで5位を獲得するなどの人気ぶりを発揮した。
2021年1月mzsrzのよせいとしてメジャーデビュー。名義を余星からよせいに変更。

## ディスコグラフィ

### 配信シングル
| 配信日         | タイトル                          | 規格                   |
| -------------- | --------------------------------- | ---------------------- |
| 2020年12月20日 | だから                            | デジタル・ダウンロード |
| 2021年12月7日  | プラネタリウム 現在地未明（LIVE） | デジタル・ダウンロード |
| 2021年12月8日  | きっと、今を探してる              | デジタル・ダウンロード |

## タイアップ
| 起用年 | 曲名                   | タイアップ                                         |
| ------ | ---------------------- | -------------------------------------------------- |
| 2021年 | きっと、今を探している | テレビドラマ「JKからやり直すシルバープラン」挿入歌 |